# Vägaskältjärnen
Vägaskältjärnen är en sjö i Sorsele kommun i Lappland och ingår i Umeälvens huvudavrinningsområde. Sjöns area är 0,05 kvadratkilometer och den befinner sig 370 meter över havet.